# Calobata bifasciata
Calobata bifasciata är en tvåvingeart som först beskrevs av Walker 1860.  Calobata bifasciata ingår i släktet Calobata och familjen skridflugor. Inga underarter finns listade i Catalogue of Life.